# Колумбія (округ, Пенсільванія)
Шаблон:StateAbbr_ 41°03′ пн. ш. 76°24′ зх. д. / 41.05° пн. ш. 76.4° зх. д.
Округ  Колумбія (англ. Columbia County) — округ (графство) у штаті  Пенсільванія, США. Ідентифікатор округу 42037.

## Історія
Округ утворений 1813 року.

## Демографія
За даними перепису 
2000 року 
загальне населення округу становило 64151 осіб, зокрема міського населення було 35716, а сільського — 28435.
Серед мешканців округу чоловіків було 30523, а жінок — 33628. В окрузі було 24915 домогосподарств, 16564 родин, які мешкали в 27733 будинках.
Середній розмір родини становив 2,9.
Віковий розподіл населення поданий у таблиці:
| Стать    | До 15 років | 15-21 | 22-29 | 30-39 | 40-49 | 50-65 | 65-85 | Понад 85 |
| -------- | ----------- | ----- | ----- | ----- | ----- | ----- | ----- | -------- |
| Чоловіки | 5571        | 3971  | 3162  | 4133  | 4626  | 4949  | 3800  | 311      |
| Жінки    | 5322        | 4971  | 3067  | 4141  | 4807  | 5229  | 5219  | 872      |

## Суміжні округи
- Саллікан — північ
- Лузерн — схід
- Скайлкілл — південний схід
- Нортамберленд — південний захід
- Монтур — захід
- Лайкомінг — північний захід

## Виноски
1. ↑  U.S. Decennial Census. United States Census Bureau. Архів оригіналу за 26 квітня 2015. Процитовано 6 березня 2015.
2. ↑  Historical Census Browser. University of Virginia Library. Архів оригіналу за 31 березня 2016. Процитовано 6 березня 2015.
3. ↑  Forstall, Richard L., ред. (24 березня 1995). Population of Counties by Decennial Census: 1900 to 1990. United States Census Bureau. Архів оригіналу за 20 березня 2015. Процитовано 6 березня 2015.
4. ↑  Census 2000 PHC-T-4. Ranking Tables for Counties: 1990 and 2000 (PDF). United States Census Bureau. 2 квітня 2001. Архів оригіналу (PDF) за 18 грудня 2014. Процитовано 6 березня 2015.
5. ↑  State & County QuickFacts. United States Census Bureau. Архів оригіналу за 28 липня 2011. Процитовано 16 листопада 2013.(англ.) Наведено за англійською вікіпедією.
6. ↑  American FactFinder. Бюро перепису населення США. Архів оригіналу за 29 липня 2011. Процитовано 31 січня 2008.

| США | Це незавершена стаття з географії США. Ви можете допомогти проєкту, виправивши або дописавши її. |